# Stan Smith
Ne doit pas être confondu avec Stanley Smith ou Adidas Stan Smith.
Stanley « Stan » Roger Smith, né le 14 décembre 1946 à Pasadena, est un joueur de tennis américain, devenu entraîneur.
Professionnel de 1968 à 1986, il est l'un des meilleurs joueurs du monde des années 1970, remportant deux tournois du Grand Chelem en simple (US Open 1971 et Wimbledon 1972) et le premier Masters joué en 1970 à Tokyo.
Il fut aussi un grand joueur de l'équipe des États-Unis de Coupe Davis, remportant la compétition à huit reprises entre 1968 et 1981, ce qui constitue, à égalité avec Roy Emerson, le record historique pour un joueur.
La mythique finale jouée (et gagnée à lui seul) contre la Roumanie à Bucarest en octobre 1972 reste son triomphe le plus marquant dans l'épreuve.
Toujours en 1972, il remporte Wimbledon après avoir battu Ilie Năstase au terme d'une des plus belles finales de l'histoire du tournoi sur le score de 4-6, 6-3, 6-3, 4-6, 7-5. Il ne défend pas son titre en 1973 en raison du fameux boycott des joueurs de l'ATP cette année-là et s'incline en demi-finale à l'US open contre Jan Kodeš (qu'il avait pourtant battu en finale du même US open deux ans plus tôt) après avoir mené deux sets à un puis 5-4 en sa faveur et service à suivre au cinquième set. Il termine la saison 1973 à la 5e place mondiale.
Encore 6e joueur mondial au terme de la saison 1974, qui le vit échouer d'un souffle en demi-finale de Wimbledon contre Ken Rosewall, battu en cinq sets par le vétéran australien après avoir mené deux sets à zéro et balle de match en sa faveur au troisième, il cesse définitivement de jouer les premiers rôles dès 1975, sévèrement handicapé par un tennis-elbow. À son meilleur niveau (de 1970 à 1974), Stan Smith était un des maîtres du service-volée (son service fut un des plus puissants de sa génération) et un excellent relanceur, son sang-froid et son fair-play lui ayant valu le surnom de « Gentleman Stan ». Il fut également un grand joueur de double, remportant une fois l'Open d'Australie et quatre fois l'US Open associé à son ami Bob Lutz. Il a donné son nom à des chaussures de tennis qui sont encore populaires après la fin de sa carrière sportive.

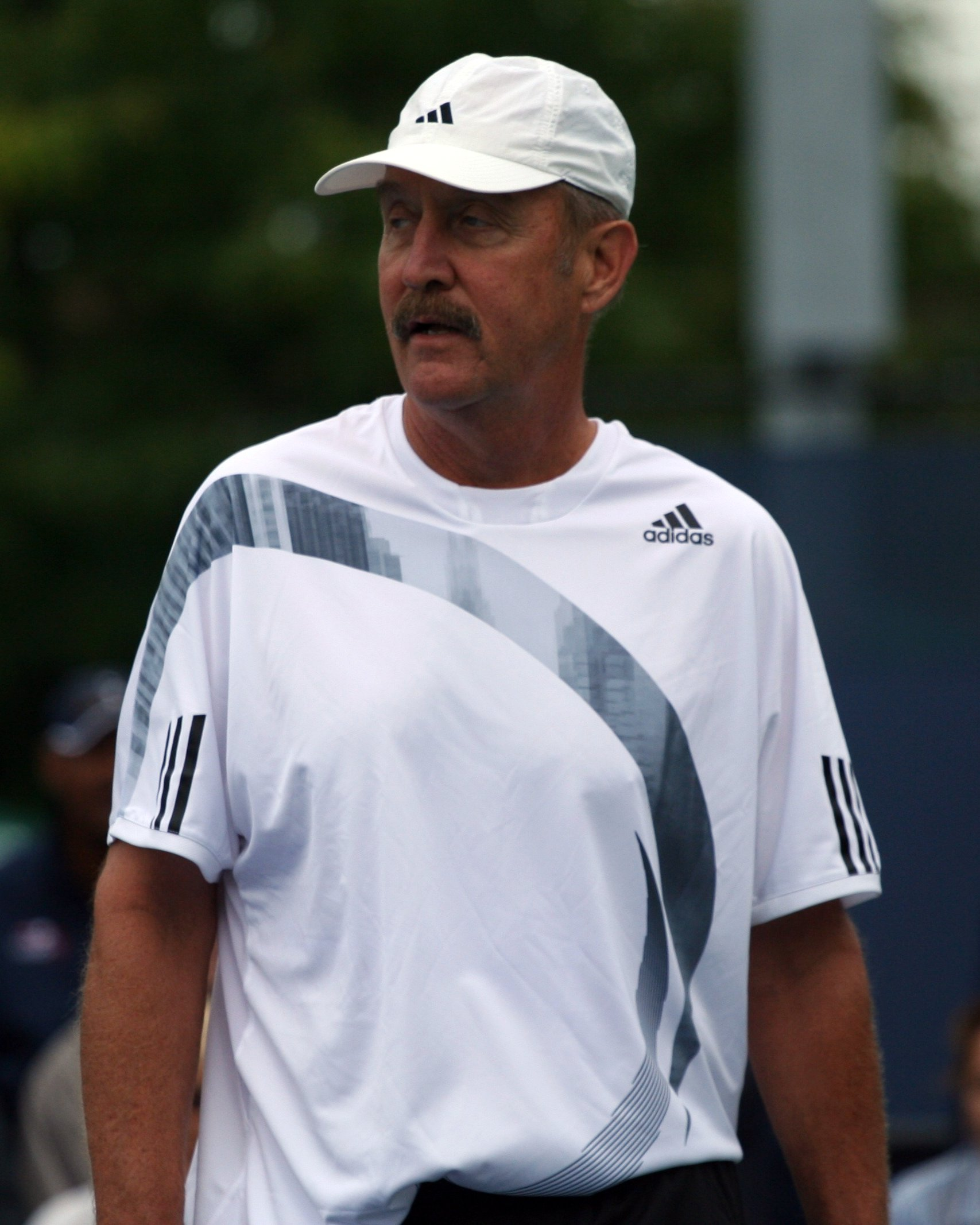
Stan Smith en 2009.

## Biographie
Smith a joué au tennis universitaire à l'université du Sud de la Californie, où il fut trois fois All-American (meilleur joueur américain) et a remporté le championnat en simple NCAA en 1968 et en double en 1967 et 1968.
Après sa carrière de joueur, Smith est devenu entraîneur de l'United States Tennis Association.
Dans son autobiographie de 1979, Jack Kramer classe Smith parmi les 21 meilleurs joueurs de tous les temps. En 2005, les journalistes américains de Tennis Magazine ont élu Stan Smith au 35e rang des « quarante plus grands champions de tennis de ces quarante dernières années » (hommes et femmes confondus), derrière Lleyton Hewitt (34e) et devant Jennifer Capriati (36e). Stan Smith fut un modèle de fair-play (il reçut le trophée du fair-play de l'UNESCO en 1972).
Il a donné son nom à la chaussure Stan Smith pour Adidas, des chaussures qui sont encore populaires aujourd'hui. Les chaussures Adidas sont lancées officiellement en 1978.
Stan Smith est membre du International Tennis Hall of Fame depuis 1987,.

## Vie privée
Il s'est marié le 23 novembre 1974 avec une joueuse de tennis universitaire, Marjory Gengler, nommée athlète de l'année à Princeton en 1973.
Aujourd'hui, Stan Smith vit sur l'île de Hilton Head (Caroline du Sud), avec son épouse et ses quatre enfants, tous ayant continué le tennis universitaire.

## Parcours dans les tournois duGrand Chelem

### En simple
| Année | Open d'Australie | Open d'Australie | Internationaux de France | Internationaux de France | Wimbledon       | Wimbledon    | US Open         | US Open        | Open d'Australie | Open d'Australie |
| ----- | ---------------- | ---------------- | ------------------------ | ------------------------ | --------------- | ------------ | --------------- | -------------- | ---------------- | ---------------- |
| 1964  | —                | —                | —                        | —                        | —               | —            | 2e tour (1/32)  | H. Fitzgibbon  | n.o.             | n.o.             |
| 1965  | —                | —                | —                        | —                        | 2e tour (1/32)  | R. Osuna     | 2e tour (1/32)  | N. Pietrangeli | n.o.             | n.o.             |
| 1966  | —                | —                | —                        | —                        | 1/8 de finale   | R. Emerson   | 1er tour (1/64) | V. Seixas      | n.o.             | n.o.             |
| 1967  | —                | —                | —                        | —                        | 3e tour (1/16)  | J. Newcombe  | 3e tour (1/16)  | R. Holmberg    | n.o.             | n.o.             |
| 1968  | —                | —                | —                        | —                        | 2e tour (1/32)  | R. Laver     | 2e tour (1/32)  | T. Roche       | n.o.             | n.o.             |
| 1969  | —                | —                | 1/8 de finale            | R. Laver                 | 1/8 de finale   | R. Laver     | 2e tour (1/32)  | I. Năstase     | n.o.             | n.o.             |
| 1970  | 1/8 de finale    | D. Crealy        | 1er tour (1/64)          | J.-P. Meyer              | 1/8 de finale   | R. Emerson   | 1/4 de finale   | K. Rosewall    | n.o.             | n.o.             |
| 1971  | —                | —                | 1/4 de finale            | I. Năstase               | Finale          | J. Newcombe  | Victoire        | J. Kodeš       | n.o.             | n.o.             |
| 1972  | —                | —                | 1/4 de finale            | A. Gimeno                | Victoire        | I. Năstase   | 1/4 de finale   | A. Ashe        | n.o.             | n.o.             |
| 1973  | —                | —                | 1/8 de finale            | T. Okker                 | —               | —            | 1/2 finale      | J. Kodeš       | n.o.             | n.o.             |
| 1974  | —                | —                | 1er tour (1/64)          | J. Kamiwazumi            | 1/2 finale      | K. Rosewall  | 1/4 de finale   | R. Tanner      | n.o.             | n.o.             |
| 1975  | —                | —                | 1/8 de finale            | B. Borg                  | 1er tour (1/64) | B. Bertram   | 1er tour (1/64) | O. Parun       | n.o.             | n.o.             |
| 1976  | 1/8 de finale    | D. Crealy        | —                        | —                        | 1/8 de finale   | J. Connors   | 1/8 de finale   | M. Orantes     | n.o.             | n.o.             |
| 1977  | —                | —                | 1/8 de finale            | G. Vilas                 | 1/8 de finale   | J. Connors   | 2e tour (1/32)  | M. Fishbach    | 1/8 de finale    | J. Newcombe      |
| 1978  | n.o.             | n.o.             | 3e tour (1/16)           | S. Birner                | 1er tour (1/64) | G. Vilas     | 3e tour (1/16)  | G. Vilas       | —                | —                |
| 1979  | n.o.             | n.o.             | 3e tour (1/16)           | H. Solomon               | 3e tour (1/16)  | J. L. Clerc  | 3e tour (1/16)  | V. Gerulaitis  | —                | —                |
| 1980  | n.o.             | n.o.             | —                        | —                        | 3e tour (1/16)  | B. Gottfried | 1er tour (1/64) | M. Purcell     | —                | —                |
| 1981  | n.o.             | n.o.             | —                        | —                        | 1/8 de finale   | J. McEnroe   | 2e tour (1/32)  | R. Krishnan    | —                | —                |
| 1982  | n.o.             | n.o.             | —                        | —                        | 2e tour (1/32)  | H. Pfister   | 2e tour (1/32)  | H. Simonsson   | —                | —                |
| 1983  | n.o.             | n.o.             | —                        | —                        | 1er tour (1/64) | T. Waltke    | 1er tour (1/64) | J. Sadri       | —                | —                |

N.B. : à droite du résultat se trouve le nom de l'ultime adversaire.

### En double
| Année | Open d'Australie        | Open d'Australie          | Internationaux de France  | Internationaux de France | Wimbledon                | Wimbledon                   | US Open                  | US Open                | Open d'Australie      | Open d'Australie    |
| ----- | ----------------------- | ------------------------- | ------------------------- | ------------------------ | ------------------------ | --------------------------- | ------------------------ | ---------------------- | --------------------- | ------------------- |
| 1968  | —                       | —                         | —                         | —                        | 1er tour (1/32) R. Lutz  | Newcombe T. Roche           | Victoire R. Lutz         | A. Ashe A. Gimeno      | n.o.                  | n.o.                |
| 1969  | —                       | —                         | 1/8 de finale A. Olmedo   | B. Bowrey R. Ruffels     | 1/4 de finale R. Lutz    | B. Hewitt F. McMillan       | 1/8 de finale R. Lutz    | B. Buchholz R. Moore   | n.o.                  | n.o.                |
| 1970  | Victoire R. Lutz        | J. Alexander P. Dent      | —                         | —                        | 1/8 de finale R. Lutz    | M. Cox G. Stilwell          | 1/8 de finale R. Lutz    | B. Bowrey O. Davidson  | n.o.                  | n.o.                |
| 1971  | —                       | —                         | Finale T. Gorman          | A. Ashe M. Riessen       | 1/8 de finale Van Dillen | A. Ashe D. Ralston          | Finale Van Dillen        | Newcombe R. Taylor     | n.o.                  | n.o.                |
| 1972  | —                       | —                         | —                         | —                        | Finale Van Dillen        | B. Hewitt F. McMillan       | 1/2 finale Van Dillen    | O. Davidson Newcombe   | n.o.                  | n.o.                |
| 1973  | —                       | —                         | —                         | —                        | —                        | —                           | 1/8 de finale Van Dillen | P. Cornejo J. Fillol   | n.o.                  | n.o.                |
| 1974  | —                       | —                         | Finale R. Lutz            | D. Crealy O. Parun       | Finale R. Lutz           | Newcombe T. Roche           | Victoire R. Lutz         | P. Cornejo J. Fillol   | n.o.                  | n.o.                |
| 1975  | —                       | —                         | —                         | —                        | 1/8 de finale R. Lutz    | J. Fassbender H.-J. Pohmann | 1er tour (1/32) R. Lutz  | J. Austin C. Owens     | n.o.                  | n.o.                |
| 1976  | 1/2 finale C. Pasarell  | Newcombe T. Roche         | —                         | —                        | 1/2 finale R. Lutz       | R. Case G. Masters          | 1/8 de finale R. Lutz    | R. Ruffels A. Stone    | n.o.                  | n.o.                |
| 1977  | 1/8 de finale R. Meyers | C. Pasarell E. Van Dillen | 1/2 finale R. Lutz        | W. Fibak J. Kodeš        | 1/8 de finale R. Lutz    | J. Alexander P. Dent        | 1/4 de finale R. Lutz    | Carmichael B. Teacher  | 1/2 finale C. Letcher | R. Ruffels A. Stone |
| 1978  | n.o.                    | n.o.                      | 2e tour (1/16) D. Ralston | B. Gottfried R. Ramírez  | 2e tour (1/16) R. Lutz   | P. Fleming J. McEnroe       | Victoire R. Lutz         | M. Riessen S. Stewart  | —                     | —                   |
| 1979  | n.o.                    | n.o.                      | 1/4 de finale P. Dupré    | G. Mayer S. Mayer        | 2e tour (1/16) R. Lutz   | P. Kronk C. Letcher         | Finale R. Lutz           | P. Fleming J. McEnroe  | —                     | —                   |
| 1980  | n.o.                    | n.o.                      | —                         | —                        | Finale R. Lutz           | P. McNamara P. McNamee      | Victoire R. Lutz         | P. Fleming J. McEnroe  | —                     | —                   |
| 1981  | n.o.                    | n.o.                      | —                         | —                        | Finale R. Lutz           | P. Fleming J. McEnroe       | 1er tour (1/32) W. Fibak | P. Fishbach M. Hardy   | —                     | —                   |
| 1982  | n.o.                    | n.o.                      | —                         | —                        | 2e tour (1/16) R. Lutz   | D. Mustard W. Pascoe        | 1er tour (1/32) R. Lutz  | T. Viljoen D. Visser   | —                     | —                   |
| 1983  | n.o.                    | n.o.                      | —                         | —                        | —                        | —                           | 1er tour (1/32) M. Davis | J. Nyström M. Wilander | —                     | —                   |
| 1984  | n.o.                    | n.o.                      | —                         | —                        | —                        | —                           | 1er tour (1/32) R. Lutz  | S. Davis B. Testerman  | —                     | —                   |

N.B. : le nom du ou de la partenaire se trouve sous le résultat ; le nom des ultimes adversaires se trouve à droite.

## Participation aux Masters

### En simple
- Vainqueur en 1970.
- Finaliste en 1971 et 1972.

### En double
| Année | Ville    | Surface         | Partenaire  | Résultats | Résultat final |
| ----- | -------- | --------------- | ----------- | --------- | -------------- |
| 1970  | Tokyo    | Moquette indoor | Arthur Ashe |           | Vainqueur      |
| 1977  | New York | Moquette indoor | Robert Lutz | 1v, 1d    | Finaliste      |
| 1978  | New York | Moquette indoor | Robert Lutz | 0v, 1d    | Demi-finaliste |
| 1980  | New York | Moquette indoor | Robert Lutz | 0v, 1d    | Demi-finaliste |